# Notre-Dame de la Paix
Notre-Dame de la Paix är en kyrkobyggnad i Yamoussoukro i Elfenbenskusten. Den rankas av Guinness rekordbok som världens största kyrkobyggnad.
Kyrkan uppfördes 1985–1989 på initiativ av president Félix Houphouët-Boigny och invigdes officiellt den 10 september 1990 av påve Johannes Paulus II som mindre basilika.
Den har en större grundplan än den tidigare "rekordinnehavaren", Peterskyrkan i Rom, men till området räknas också delar som inte nödvändigtvis hör till själva kyrkan och har plats för 18 000 personer, varav 7 000 sittande, att jämföra med Peterskyrkans 60 000. Den totala höjden är 158 meter, vilket är omkring 20 meter högre än Peterskyrkans totalhöjd, men kupolen är något lägre än Peterskyrkans (utom lanterninen). En av kyrkans glasmålningar visar president  
Houphouët-Boigny på knä framför Jesus.
Under bygget fick projektet mycket kritik för det krävde så stora resurser att befolkningen blev lidande och många menade att kyrkan bara var ett stort skrytbygge. Men idag har kyrkan blivit en nationalsymbol för Elfenbenskusten och lockar dessutom många turister.
Basilikans underhåll bekostas av en fond som stiftades av den tidigare presidenten Houphouët-Boigny.